# Елсуърт Вайнс
Хенри Елсуърт Вайнс Младши (на английски: Henry Ellsworth Vines, Jr.) (28 септември 1911 г. – 17 март 1994 г.), е бивш американски тенисист, № 1 в света през 1932, 1935, 1936 и 1937 г. Той е спечелил три титли от Големия шлем, както и 3 или 4 шлемови турнира за професионалисти преди отворената ера (1968 г.).
Вайнс печели първата си титла от Големия шлем на Откритото първенство на САЩ през 1931 г. През следващата година печели единствената си аматьорска титла на Уимбълдън, както и успешно защитава тази си на Откритото първенство на САЩ, където на финала побеждава с 3-0 сета Анри Коше, който е № 1 в света през предходните 4 години. В края на годината е част от отбора на САЩ за Купа Дейвис, който отстъпва във финала пред Франция. Мачовете се играят на кортовете на „Ролан Гарос“, като Вайнс отстъпва първо пред Жан Боротра преди в последната пета среща (която е без значение за титлата) да победи отново Коше. През 1933 г. губи финала на Уимбълдън от австралиеца Джак Крофърд с 2-3 сета.
От 1934 г. Вайнс става професионалист, където първи съперник му е легендарният американски шампион Бил Тилдън. Въпреки че е на 41 години Тилдън успява да спечели първата си среща с Вайнс, но в краяна сметка отстъпва с 27 на 46 победи. През същата година Вайнс побеждава в 10 мача от 10 срещи Коше, както и в 8 мача от 10 друг французин – Мартин Плаа.
През следващите две години Вайнс няма достоен съперник сред професионалистите, преди през 1937 г. срещу него да се изправи великия британец Фред Пери (шампион на Уимбълдън и САЩ през последните 3 години – 1934-1936). Вайнс успява да спечели американската част от мачовете с 33 на 29 победи, като след това отстъпва с 3-6 победи по време на турнете на Британските острови. През 1938 г. двамата отново играят един срещу друг като Вайнс отново побеждава с 49 на 35 победи.
През 1939 г. обаче Вайнс за първи път губи коронота си при професионалистите, след като отстъпва със 17 на 22 победи пред сънародника си Доналд Бъдж, който предходната година е станал първия тенисист в историята, спечелил Голям шлем. Срещите между двамата са изключително оспорвани, като Вайнс печели тези, в които играе съсредоточено, но в много от случаите Бъдж успява да го надиграе заради липсата на концентрация.
През 1940 г. Вайнс слага края на кариерата си като тенисист и се отдава на голфа.
За мнозина специалисти Вайнс ще остане в историята като може би най-добрия тенисист за всички времена. Независимо че притежава изключително силен сервис и много добра игра сервис-воле, той може да побеждава и от крайната линия, тъй като форхендът му е невероятно мощен и прецизен. „На върха на кариерата си Вайнс бе непобедим. Късмет беше дори да уцелиш топката след негов сервис“, спомня си Джак Креймър, друг велик американски тенисист от 40-те години. Именно Креймър в биографията си от 1979 г. споделя, че според него най-добрият тенисист за всички времена е Доналд Бъжд, като изключим Вайнс. Основният недостатък на Вайнс (според Креймър) е, че поради големия си природен талант и превъзходна физика, често е играел мързеливо на корта и му е липсвала достатъчно концентрация.
През 1962 г. Вайнс е приет в Международната зала на славата на тениса.